# Найхін
Найхі́н (рос. Найхин) — село у складі Нанайського району Хабаровського краю, Росія. Адміністративний центр Найхінського сільського поселення.

## Населення
Населення — 945 осіб (2010; 1038 у 2002).
Національний склад (станом на 2002 рік):
- нанайці — 48 %
- росіяни — 47 %